# Dubicze Osoczne
Dubicze Osoczne (gwarowe: Dúbičy Osóčny) – wieś w Polsce położona w województwie podlaskim, w powiecie hajnowskim, w gminie Hajnówka.
W latach 1975–1998 miejscowość administracyjnie należała do województwa białostockiego.
W pobliżu wsi znajduje się prawosławny cmentarz choleryczny z 1832, pozostający pod opieką parafii Wniebowstąpienia Pańskiego w Nowoberezowie. W 2007 z inicjatywy byłego mieszkańca Dubicz Osocznych wzniesiono na cmentarzu murowaną kapliczkę.

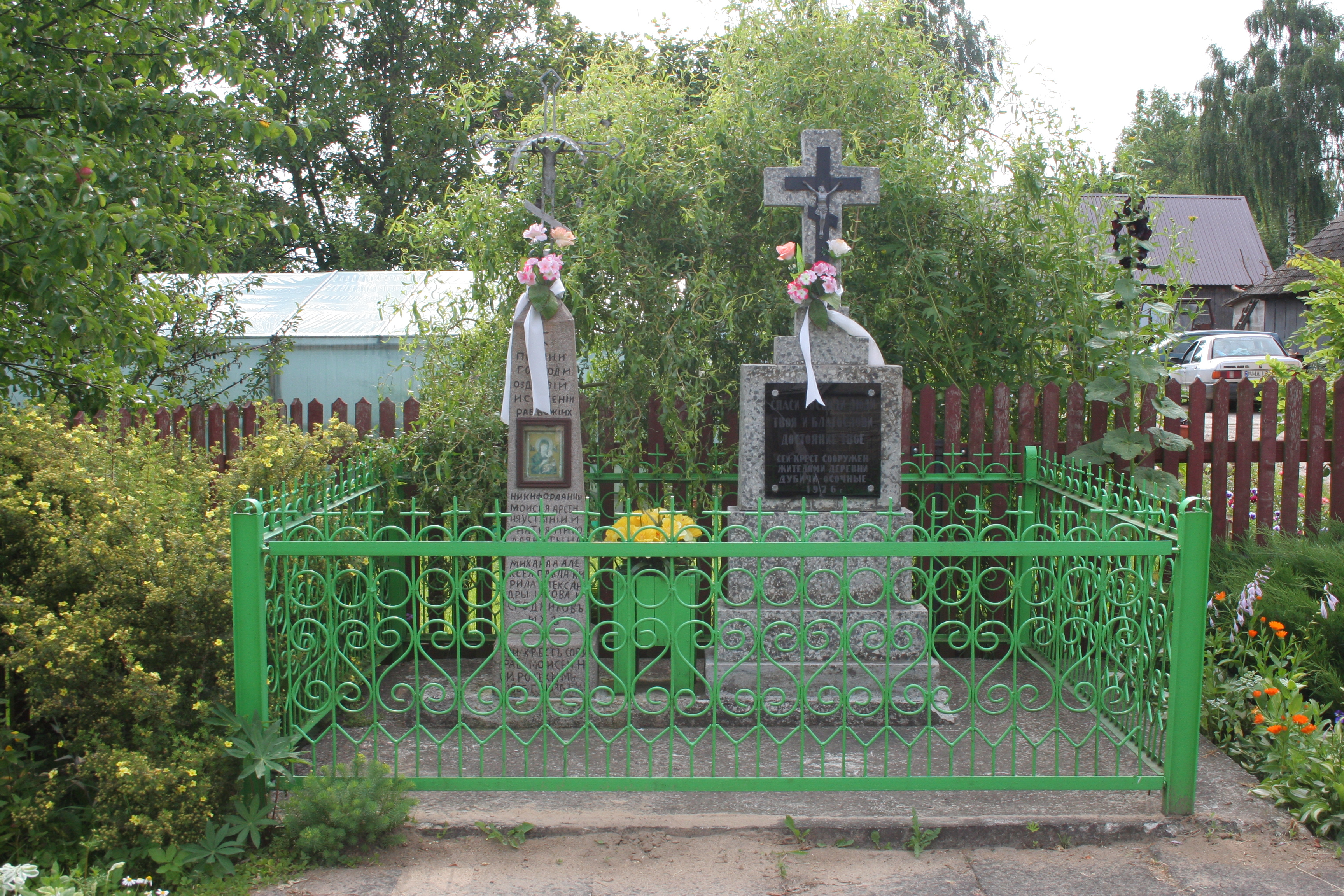
Krzyże przydrożne w Dubiczach Osocznych

Według stanu z 31 grudnia 2012 mieszkało tu 106 stałych mieszkańców.
Prawosławni mieszkańcy wsi należą do parafii Wniebowstąpienia Pańskiego w Nowoberezowie, a wierni kościoła rzymskokatolickiego do parafii Podwyższenia Krzyża Świętego i św. Stanisława, Biskupa i Męczennika w Hajnówce.